# South Orange Open 1970
Il South Orange Open 1970 è stato un torneo di tennis giocato sull'erba. È stata la 1ª edizione del torneo, che fa parte del Pepsi-Cola Grand Prix 1970. Si è giocato a South Orange negli USA dal 24  al 30 agosto 1970.

## Campioni

### Singolare maschile
Rod Laver ha battuto in finale  Bob Carmichael con il punteggio di 6–4, 6–2, 6–2

### Doppio maschile
Patricio Cornejo /  Jaime Fillol hanno battuto in finale  Andrés Gimeno /  Rod Laver con il punteggio di 3–6, 7–6, 7–6